# 三重県道553号伊勢若松停車場神戸地子線
三重県道553号伊勢若松停車場神戸地子線（みえけんどう553ごう いせわかまつていしゃじょうかんべじしせん）は、三重県鈴鹿市を通る一般県道である。

## 概要
鈴鹿市若松西3丁目から神戸3丁目に至る。
全区間にわたって、住宅密集地を通り抜ける路地裏県道であり、すれ違い困難な区間もある。道幅が広いのは、伊勢鉄道伊勢線のガード下のわずか数十m程のみである。

### 路線データ
- 起点：鈴鹿市若松西3丁目（近鉄鈴鹿線・近鉄名古屋線 伊勢若松駅前、三重県道552号伊勢若松停車場線起点）
- 終点：鈴鹿市神戸3丁目（裁判所前交差点、三重県道8号四日市鈴鹿環状線交点、三重県道54号鈴鹿環状線起点）
- 総延長：3,354 m

## 地理

### 通過する自治体
- 鈴鹿市

### 交差する道路
| 交差する道路                                       | 交差する場所 | 交差する場所           |
| -------------------------------------------------- | ------------ | ---------------------- |
| 三重県道552号伊勢若松停車場線                      | 若松西3丁目  | 起点                   |
| 国道23号 / 名四バイパス                            | 肥田町       | 柳ランプウェイ下交差点 |
| 三重県道8号四日市鈴鹿環状線 三重県道54号鈴鹿環状線 | 神戸3丁目    | 裁判所前交差点 / 終点  |

### 交差する鉄道
- 近鉄鈴鹿線
- 伊勢鉄道伊勢線

### 沿線
- 近鉄鈴鹿線・近鉄名古屋線 伊勢若松駅
- 近鉄鈴鹿線 柳駅
- 伊勢鉄道伊勢線 鈴鹿駅
- 鈴鹿簡易裁判所